# Theclinesthes onycha
Theclinesthes onycha är en fjärilsart som beskrevs av William Chapman Hewitson 1865. Theclinesthes onycha ingår i släktet Theclinesthes och familjen juvelvingar. Inga underarter finns listade i Catalogue of Life.

## Bildgalleri

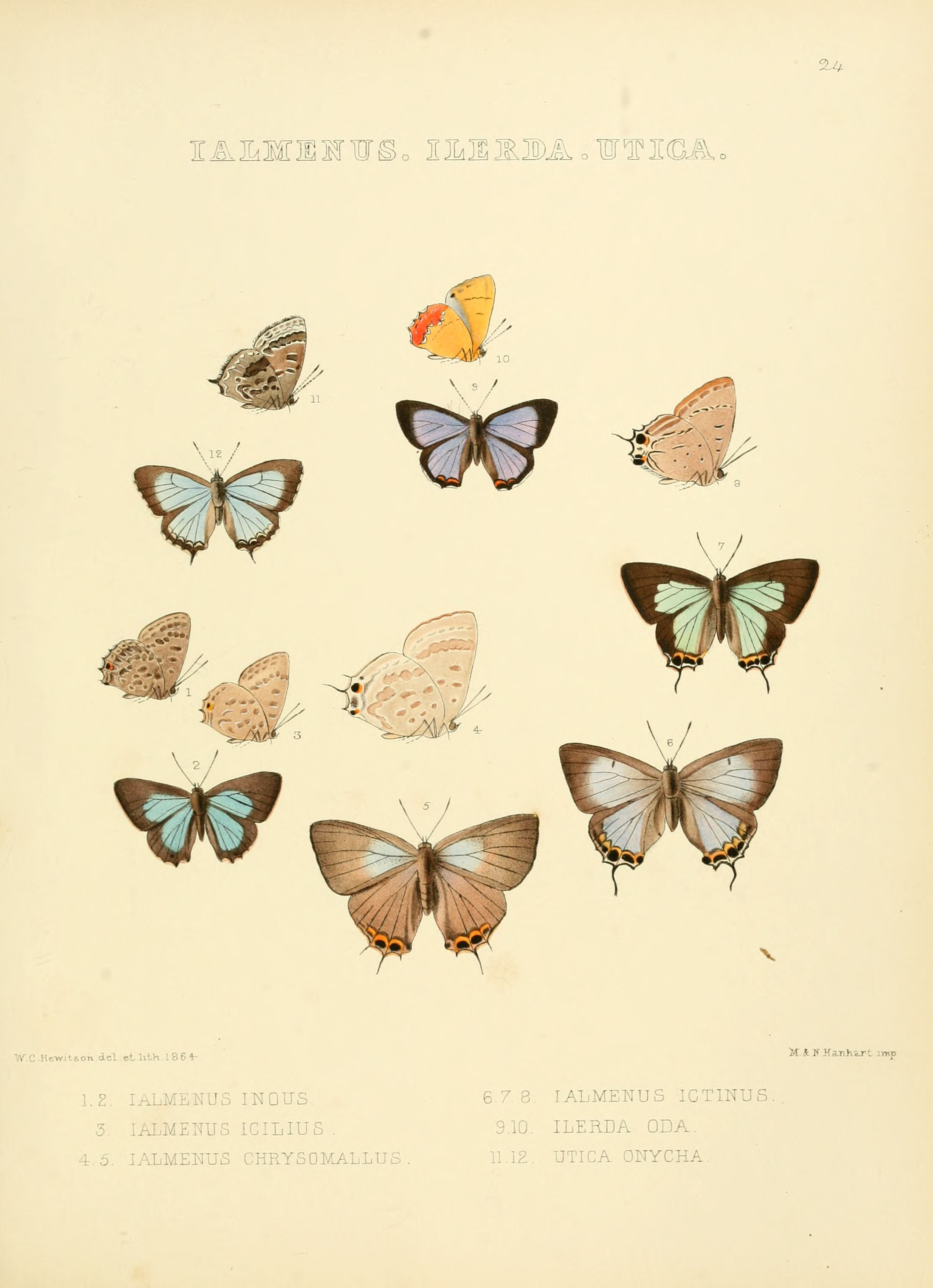